# Tretze budes

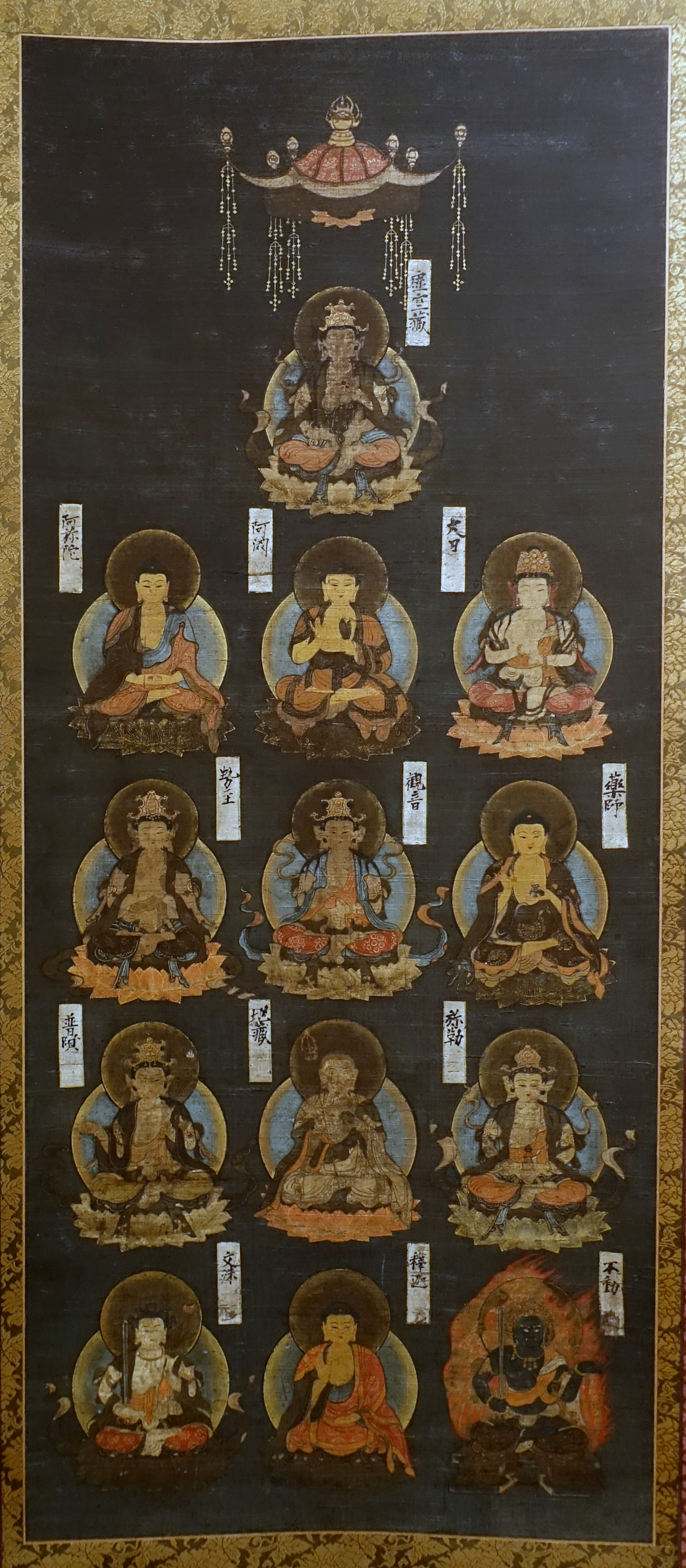
Tretze deïtats budistes, Japó, període Nambokucho-Muromachi, c. 1336-1568

Els Tretze budes (十三仏, Jūsanbutsu) són un grup japonès de deïtats budistes, de la secta del budisme Shingon. De fet, les deïtats no són només budes, sinó que inclouen bodhisattvas i reis de la saviesa. En els serveis de Shingon, els seguidors laics reciten un mantra devocional a cada figura, tot i que a la pràctica de Shingon, els deixebles normalment es dedicaran només a una, depenent del que assigni el professor. Així, el cant dels mantres dels Tretze Budes és només la pràctica bàsica dels laics.

## Rituals funeraris
Els Tretze Budes són també una part important d'un servei tradicional budista japonès de funerals, on cada deïtat té un servei de memòria corresponent pel mort. Els tretze en japonès i sànscrit i la data corresponent del seu servei després de la mort són:
1. Fudō (Acala), 7 dies
2. Shaka (Sakyamuni), 14 dies
3. Monju (Manjushri), dia 21
4. Fugen (Samantabhadra), 28 dies
5. Jizō (Ksitigarbha), 35 dies
6. Miroku (Maitreya), 42 dies
7. Yakushi (Bhaisajyaguru), 49è dia
8. Kannon (Avalokitesvara), 100 dies
9. Seishi (Mahasthamaprapta), 1r aniversari
10. Amida (Amitabha), 2n aniversari
11. Ashuku (Akshobhya), 6è aniversari
12. Dainichi (Vairocana), 12è aniversari
13. Kokūzō (Akasagarbha), 32è aniversari[1]